# Collema furfureolum
Collema furfureolum är en lavart som beskrevs av Müll. Arg. Collema furfureolum ingår i släktet Collema och familjen Collemataceae.   Inga underarter finns listade i Catalogue of Life.